# VfL Oldemburgo
El VfL Oldemburgo es un equipo de fútbol de Alemania que juega en la Niedersachsenliga, una de las ligas regionales que conforman la quinta división de fútbol en el país.

## Historia
Fue fundado en el año 1922 en la ciudad de Oldemburgo en la Baja Sajonia con el nombre SV Frisia como la sección de fútbol del equipo multideportivo fundado en 1894 del mismo nombre que ya tenía secciones en balonmano, fútbol americano, gimnasia, atletismo, lucha y voleibol, aunque su sección más relevante es la de fútbol y cuentan con más de 2000 miembros afiliados.
En 1936 estuvo en la tercera división alemana y durante el periodo de Alemania nazi fue incluido en la Gauliga Weser-Ems, donde incluyó una victoria al Wilhelmshaven 05 con marcador de 25:0.
Al finalizar la Segunda Guerra Mundial formó parte de la recién creada Oberliga Niedersaschen en 1949, de la cual descendió en 1955 y a mediados de la década de los años 1960 logró el ascenso a la Regionalliga Nord. Luego de varios años en las divisiones bajas de Alemania consiguen el ascenso a la Niedersachsenliga en 1994, donde jugó dos temporadas hasta descender en 1996.
En la temporada 201/18 terminaron en segundo lugar de la liga y luego de ganar en la fase de playoff logran el ascenso a Regionalliga Nord.

## Palmarés
- Niedersachsenliga: 1

2009
- Verbandsliga Niedersachsen-West: 1

2008
- Landesliga Weser-Ems: 3

1984, 2004, 2013

## Rivalidades
La principal rivalidad la tienen con el VfB Oldemburgo, con el cual incluso se dan confusiones con el parentesco que hay en los nombres de ambos equipos.

## Jugadores

### Jugadores destacados
- Josef Zinnbauer